# Jorge de Baden
Jorge I de Baden (1433 - Moyenvic, 11 de febrero de 1484) fue obispo de Metz y margrave de Baden.
Cuarto hijo del margrave Jacobo I de Baden y de Catalina de Lorena (1407-1439), tomó las órdenes religiosas el 28 de noviembre de 1445, en Baden.  En 1451, recibió el condado de su padre. Desde 1452 a 1456, estudió en Erfurt, Pavía, y luego en Colonia. En 1456 se convirtió en obispo coadjutor del obispo de Maguncia, Conrado II Bayer de Boppard. Cuando Boppard murió en 1459, Jorge de Baden se convirtió en el nuevo obispo.
Entró en Metz sólo en 1461, en compañía de 700 caballeros. Mientras tanto, se había visto involucrado en la Guerra de Baviera (1459-63), donde fue derrotado y capturado en 1462 por Federico I del Palatinado, en el curso de la batalla de Seckenheim, con su hermano, el margrave de Baden Carlos I y Ulrico V de Wurtemberg. Fue liberado después de pagar un gran rescate. Entonces intentó reconquistar las ciudades perdidas en 1444 al ducado de Lorena bajo Renato de Anjou, pero tuvo que ceder la ciudad de Épinal en 1466. En 1473 forjó una alianza con Carlos el Temerario y ayudó a arreglar el matrimonio entre Maximiliano de Austria y María de Borgoña.
Nunca fue consagrado por el Papa.